# Pathology
«Pathology» (рус. «Патоло́гия») — американская дэт-метал-группа из города Сан-Диего, штат Калифорния. За свою историю группа выпустила девять студийных альбомов, два сингла и три клипа, а также выступила на одной сцене с такими группами, как Deicide, Obituary, Vader и другими.

## Дискография

### Студийные альбомы
- 2006: Surgically Hacked
- 2008: Incisions Of Perverse Debauchery
- 2009: Age Of Onset
- 2010: Legacy Of The Ancients
- 2011: Awaken To The Suffering
- 2012: The Time Of Great Purification
- 2013: Lords Of Rephaim
- 2014: Throne Of Reign
- 2017: Pathology

## Синглы
- 2010: Code Injection
- 2012: Tyrannical Decay

## Участники

### Текущий состав
- Мэтти Уэй — вокал (2008 - 2010, 2012 - н. в.)
- Тим Тищенко — электрогитара (2006 - 2010, 2012 - н. в.)
- Дэйв Эстор — ударная установка (2006 - н. в.)

### Бывшие участники
- Леви Фьюзльер — вокал (2008)
- Джонатан Хьюбер — вокал (2011 - 2012)
- Кевин Шварц — электрогитара (2010 - 2013)
- Оскар Рамирес — бас-гитара (2010 - 2012)